# Westin Palace
Pour les articles homonymes, voir Westin (homonymie).
L'hôtel The Westin Palace, mieux connu sous le nom Hotel Palace, est un hôtel de luxe situé au centre de Madrid, dont les façades donnent sur la Plaza de Canovas del Castillo. L'hôtel a été construit par une entreprise hôtelière Belge sur une suggestion d’Alfonse XIII. Il est construit en dix-huit mois, et ouvre ses portes le 12 septembre 1912 (deux ans après l’hôtel Ritz voisin). À l'époque de sa construction celui-ci était le plus grand hôtel en Europe. Le bâtiment à Madrid était célèbre pour offrir divers services, tels que des salles de danse et la brasserie "La Brasserie". Actuellement, l'hôtel fait partie du groupe d'hôtellerie Starwood Hotels & Resorts Worldwide.

## Histoire
Les avancées techniques et de qualité dans le transport ferroviaire espagnol ont eu pour effet un afflux de visiteurs vers la ville. La ligne entre Paris et Madrid existait depuis 1883, mais l'arrivée de wagon-lits, a rendu le voyage plus confortable. Ce système a remplacé le service lent et lourd à étapes (le service appelé Compagnie péninsulaire et Postas). Le Fondas accueillait les voyageurs nationaux et étrangers qui arrivaient dans la capitale espagnole, dans des manoirs ou des maisons privées. La plupart des hôtels du début du XXe siècle n'avaient pas de bonnes installations, et c'est pour cette raison qu'il y avait souvent un service de toilettes. Mais bientôt surgit dans la ville la nécessité d'accueillir un nouveau type de voyageur, riche et avec un grand pouvoir d'achat. D'autres améliorations touchèrent le développement de la ville comme l'installation de l'électricité dans les habitations (en 1915 Madrid dépassait déjà les 100 000 abonnés), et le transport par tramways avec chariot. Parmi les progrès urbains de l'époque, on trouve l'élargissement de Madrid qui a affecté les quartiers de Salamanca ainsi que ceux de Argüelles et Ventes. En 1910, commence la construction de la Gran Via Madrid qui a ouvert une route à travers la zone urbaine dense du centre de la capitale, ce travail durera 21 ans. Malgré le coût élevé, la construction de chambres de luxe en Espagne continua jusque dans les années soixante-dix.

### Entrée et Hall
L'entrée principale du bâtiment est située dans le coin de l'immeuble donnant sur la Plaza de las Cortes. Elle est couverte par un chapiteau. L'accès, déjà prévu par les premiers plan de l'édifice, est original car il ne se trouve pas comme d'habitude dans un axe de symétrie de la façade. L'accès se fait en montant deux escaliers successifs, le premier menant au hall de réception intérieure et l'autre pour atteindre le niveau global du rez-de-chaussée. Dans ce dernier endroit se trouvent : les salons, la boutique et le jardin d'hiver. Ce premier étage (appelé Main Floor), est l'endroit où les espaces communs ont un caractère représentatif. Après être entré à la réception et la conciergerie, le lobby au premier étage permet d'accéder aux chambres, aux boutiques intérieures ou aux autres pièces. Le design intérieur de cet espace oblige le visiteur à traverser une succession de pièces avant d'atteindre sa destination.

### Jardin d'hiver et salons
Le jardin d'hiver fut initialement conçu en 1910 par l'architecte catalan Puig i Ferrer Eduardo. Cet espace dispose d'un éclairage naturel pendant la journée. Autour de cette zone sont situés en périphérie des salons et des restaurants.

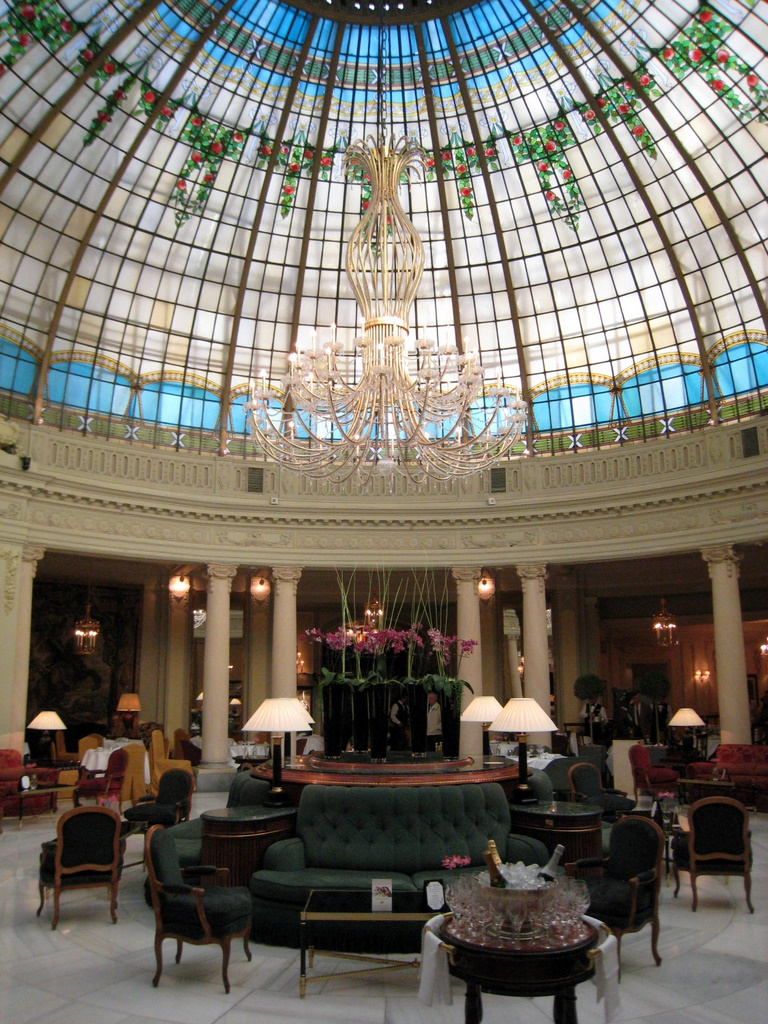
Façade de l'hôtel
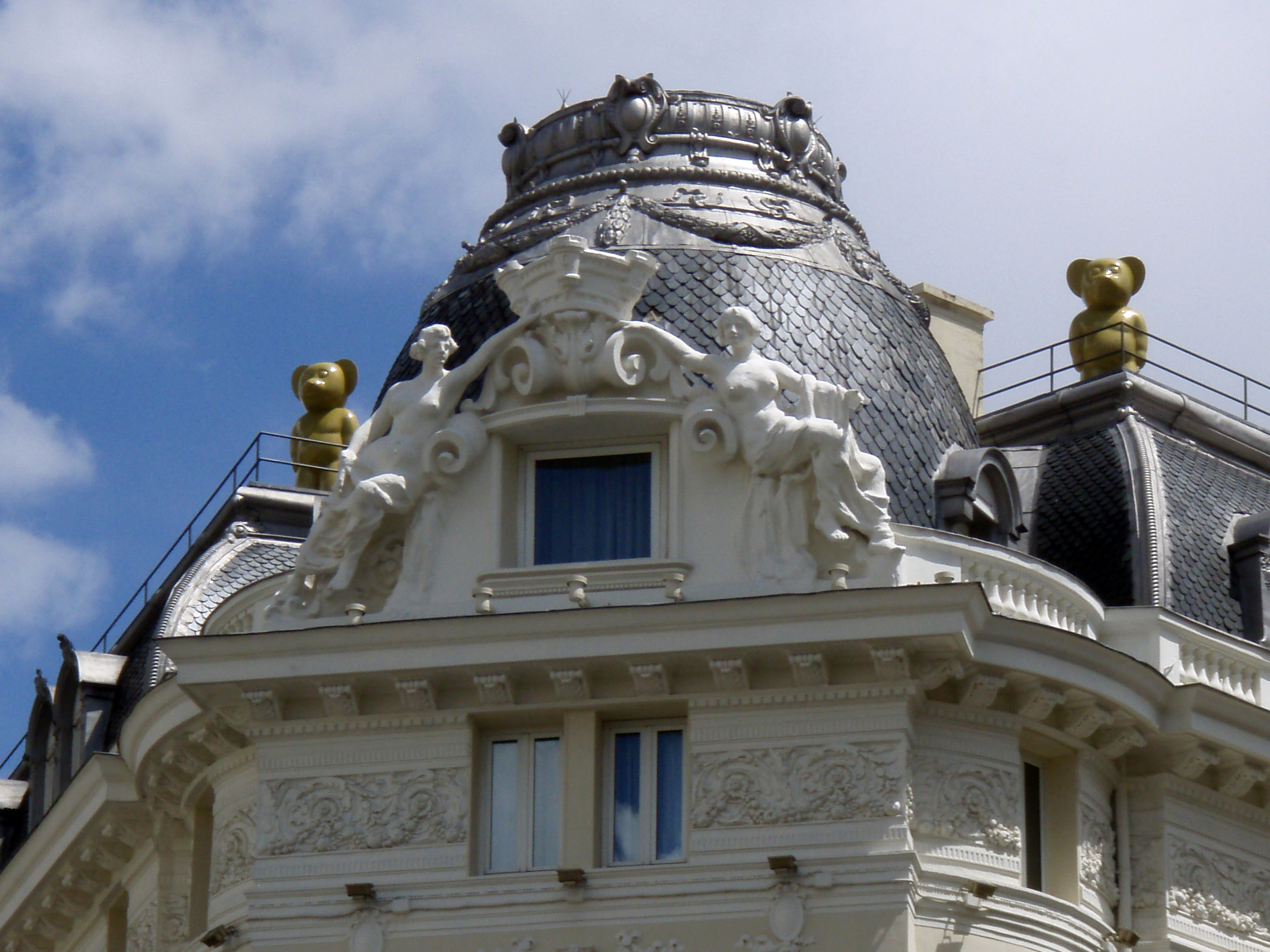
Façade du Palace Hôtel